# Barta'a
Barta'a (arabe : برطعة, hébreu : בַּרְטַּעָה) est une ville qui se situe à cheval sur la ligne verte, dans la région de Wadi Ara et en Israël.
Barta'a à l'ouest est situé dans le district de Haïfa, en Israël, et fait partie du Conseil local de Basma. La population est de 4 700 habitants et ce sont des Arabes israéliens.
Barta'a est l'Est situé dans les Territoires occupés, au nord du Gouvernorat de Jénine de la Cisjordanie, dans ce que les Accords d'Oslo appellent  Zone C. Cette partie de la ville compte 3 600 habitants, dont 30 à 40 % ont des cartes d'identité israéliennes, les autres étant palestiniens.